# 이도 위키백과

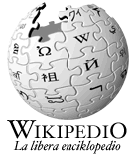
이도 위키백과의 로고.

이도 위키백과는 이도로 된 위키백과로, 2014년 3월 현재 25,570개의 문서가 있다. 기호는 io이다.